# Ik word er stapel van!
Ik word er stapel van! is een single van André van Duin. Het is een vrijwel onbekend gebleven single van deze artiest. Het liedje ging over de opkomst van de mobieltjes in die tijd. Dat is terug te vinden op de platenhoes en het platenlabel. John Dirne was destijds een tranceproducer in opkomst; hij zou onder de naam John Marks een aantal hits hebben in de Single Top 100.
De single is in 2015 niet bekend bij de Nederlandse Top 40, Single Top 100, BRT Top 30, Vlaamse Ultratop 50 en YouTube.
Na deze flop verdween André van Duin enige tijd uit zicht in de muziekwereld. Pas acht jaar later kwam er een nieuwe single uit.
Wel verscheen in 2001 nog een Non-stop feestmedley van Van Duins carnavalskrakers op single. Deze verkocht in tegenstelling tot de originele liedjes maar matig. De medley van Willempie, Wij zijn de vuilnisman, Joep Meloen, Gatzdeladigee, De sambaballensamba, Ik wil met jou wel zeven weken, Mijn opoe heeft een zadel op d'r rug, Daar ben ik niet blij mee, 'k Heb hele grote bloemkoole en Er staat een paard in de gang haalde de hitparades niet.